# 브래드 호킨스
브래드 호킨스(Brad Hawkins, 1976년 1월 13일 ~ )는 미국의 배우, 성우, 가수이다.

## 출연 작품
- 더 럭키 맨 (2017)
- 보이후드 (2014)
- 어드벤쳐 오브 베일리: 크리스마스 히어로 (2012)
- 어드벤쳐 오브 베일리: 더 로스트 퍼피 (2010)
- 크레이지 (2008)
- 프리즌 브레이크 시즌1 (2005)
- 호프 랜치 (2002)
- 시티 레인져 (1993)